# نوک‌خاری نوک‌باریک
نوک‌خاری نوک‌باریک (نام علمی: Acanthiza iredalei) نام یک گونه از سرده نوک‌خاری است.